# Haron Keitany

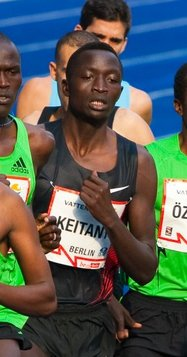
Haron Keitany (Berlin, 2011)

Haron Keitany (* 17. Dezember 1983 in Eldoret) ist ein kenianischer Mittelstreckenläufer.
Zu Beginn seiner Karriere verhinderten immer wieder Verletzungen seine geplanten Starts bei internationalen Großereignissen wie den Commonwealth Games 2006 in Melbourne und den Leichtathletik-Weltmeisterschaften 2007 in Osaka. Der Durchbruch gelang ihm 2008. Bei den Afrikameisterschaften in Addis Abeba holte er den Titel im 1500-Meter-Lauf. Im selben Jahr verpasste er die Qualifikation für die Olympischen Spiele in Peking, konnte aber die 1500-Meter-Rennen beim Weltklasse Zürich und beim Leichtathletik-Weltfinale in Stuttgart gewinnen.
2009 wurde er beim ISTAF in Berlin mit persönlicher Bestleistung von 3:30,20 min Zweiter über 1500 Meter. Zwei Monate später bei den Weltmeisterschaften an gleicher Stelle ging er als Medaillenanwärter an den Start, konnte aber verletzungsbedingt nicht zum Halbfinale antreten. Bei den Hallenweltmeisterschaften 2010 in Doha gewann er in 3:42,32 min die Bronzemedaille.
Haran Keitany ist 1,88 m und hat ein Wettkampfgewicht von 68 kg. Er wird von Golazo Sports betreut.

## Bestleistungen
- 1500 m: 3:30,20 min, 14. Juni 2009, Berlin
- 1 Meile: 3:48,78 min, 7. Juni 2009, Eugene